# ماينهارد
ماينهارد هي بلدية في ألمانيا، تقع في Werra-Meißner-Kreis ‏، بلغ عدد سكانها 4,768  نسمة وذلك حسب إحصائيات سنة 2014، تبلغ مساحتها 59.52 كيلومتر مربع، رمزها البريدي هو 37276.

## الموقع
تشترك في الحدود مع:
- فانفريد
- إشفيغه.